# 快樂夏季婚禮
「快樂夏季婚禮」（ハッピーサマーウェディング）是日本的女子偶像組合「早安少女組。」的第9张单曲。於2000年5月17日由zetima发售。

## 概要
- 「快樂夏季婚禮」是早安少女組。四期成員石川梨華、吉澤瞳、辻希美、加護亞依加入後第一張單曲，亦是二期成員市井紗耶香的最後一張單曲。
- 此單曲只有「CD ONLY」1個版本。
- 在5月29日於公信榜單曲週排行榜取得第1位，是四期成員加入後首張銷量排名第一的單曲，亦成為早安少女組。出道以來第3張公信榜每周銷量排名第一的單曲。
- 此單曲是繼「LOVE MACHINE」、「戀愛熱舞站」後第3張百萬單曲。
- 在第50回NHK紅白歌合戰以組曲形式演唱（快樂夏季婚禮 - LOVE MACHINE - I WISH）。

## 收錄内容

### CD
1. 快樂夏季婚禮 
（作詞・作曲：淳君　編曲：ダンス☆マン）
2. 通學列車（通学列車）
（作詞・作曲：淳君　編曲：AKIRA）
3. 快樂夏季婚禮 (Instrumental)